# Флеш Валон 2025.
Флеш Валон 2025. било је 89. издање једнодневне бициклистичке трке Флеш Валона, која је одржана 23. априла у Белгији, као 18 трка у оквиру UCI ворлд тура 2025. а такође је то била друга трка у оквиру арденских класика, послије Амстел голд рејса и прије Лијеж—Бастоњ—Лијежа.
Укупна дужине износила је 205.2 km, старт је био у Синеу, а циљ у Ију. У првом дијелу трке вожена су два успона, а након доласка у Иј вожена су три круга по 37,2 km, а у сваком кругу су вожена по три иста успона, од чега је Мур де Иј био последњи и на њему је био циљ трке.
Бранилац титуле је био Стивен Вилијамс, док су највећи фаворити били Тадеј Погачар и Ремко Евенепул, а међу другим фаворитима су били Том Пидкок, Матијас Скелмосе који је освојио Амстел голд рејс, троструки побједник Жилијен Алафилип, Тибо Нис, Ромен Грегоар, Кевин Вокелен, Максим ван Гилс и Марк Ирши.
Скелмосе је пао на око 40 km до циља и морао је да напусти трку. На последњи успон на Мур де Иј дошла је група од 30 возача, Бен Хили је први напао на 500 метара до циља, након чега је кренуо Погачар што нико није могао да прати и побиједио је десет секунди испред Вокелена, док је на трећем мјесту завршио Пидкок. То је била друга побједа Погачара на трци, а разлика од десет секунди била је највећа од 2003. када је Игор Астарлоа побиједио 16 секунди испред Аитора Осе.

## Тимови
На трци је учествовало 26 тимова, са по седам возача. Свих 18 ворлд тур тимова имало је аутоматску позивницу и били су обавезни да учествују пошто је трка била у ворлд туру прије 2017. године, док су два најбоља про тур тима за претходну сезону такође имали аутоматску позивницу за све ворлд тур трке а трећи за све једнодневне ворлд тур трке али нису били обавезни да учествују. Лото, Израел—премијер тех и Уно—Х мобилити су била три најбоља про тур тима на крају сезоне 2024. док су специјалне позивнице добили Вагнер базин ВБ, Ку 36.5 про сајклинг, Тотал енержис, Тудор про сајклинг и Фландерс—балојсе.
UCI ворлд тур тимови:
| - Алпесин—декунинк - Аркеа—бб хотелс - Бахреин—викторијус - Визма—лејз а бајк - Групама—ФДЈ - Декатлон АГ2Р ла мондијал - ЕФ едукејшон—изипост - Инеос гренадирс - Интермарше—ванти | - Кофидис - Лидл—трек - Мовистар - Пикник постнл - Ред бул—Бора–ханзго - Судал—Квик-степ - УАЕ тим емирејтс ХРГ - ХДС Астана - Џејко—алула |

UCI про тур тимови:
| - Вагнер базин ВБ - Израел—премијер тех - Ку 36.5 про сајклинг - Лото | - Тотал енержис - Тудор про сајклинг - Фландерс—балојсе - Уно—Х мобилити |

## Новчане награде и бодови

### Новчане награде
Укупан новчани фонд је износио 40.000 евра и додјељивао се за првих 20 возача. Побједник је добио 16.000 евра, другопласирани 8.000, а трећепласирани 4.000 евра. Возачи од 10 до 20 мјеста добијали су по 400 евра.
| Поз.  | 1.     | 2.    | 3.    | 4.    | 5     | 6—7.  | 8—9. | 10—20. |
| Износ | 16.000 | 8.000 | 4.000 | 2.000 | 1.600 | 1.200 | 800  | 400    |

### Бодови
Бодове у UCI свјетском рангирању добили су првих 60 возача. Побједник трке је добио 400, другопласирани 320, трећепласирани 260, четвртопласирани 220, а петопласирани 180.
| Поз. | 1.  | 2.  | 3.  | 4.  | 5   | 6.  | 7.  | 8.  | 9. | 10. | 11. | 12. | 13. | 14. | 15. | 16.-20. | 21.-30. | 31.-50. | 51.-55. | 56.-60. |
| Бод. | 400 | 320 | 260 | 220 | 180 | 140 | 120 | 100 | 80 | 68  | 56  | 48  | 40  | 32  | 28  | 24      | 16      | 8       | 4       | 2       |

## Резултати
Трку је стартовало 182 возача, а завршило је 108.
| Позиција | Возач                    | Тим                  | Вријеме    |
| -------- | ------------------------ | -------------------- | ---------- |
| 1.       | Тадеј Погачар (СЛО)      | УАЕ тим емирејтс ХРГ | 4ч 50' 15" |
| 2.       | Кевин Вокелен (ФРА)      | Аркеа—бб хотелс      | + 10"      |
| 3.       | Том Пидкок (УК)          | Ку 36.5 про сајклинг | + 12"      |
| 4.       | Лени Мартинез (ФРА)      | Бахреин—викторијус   | + 13"      |
| 5.       | Бен Хили (ИРС)           | ЕФ едукејшон—изипост | + 13"      |
| 6.       | Сантијаго Буитраго (КОЛ) | Бахреин—викторијус   | + 16"      |
| 7.       | Ромен Грегоар (ФРА)      | Групама—ФДЈ          | + 16"      |
| 8.       | Тибо Нис (БЕЛ)           | Лидл—трек            | + 16"      |
| 9.       | Ремко Евенепул (БЕЛ)     | Судал—Квик-степ      | + 16"      |
| 10.      | Мауро Шмит (ШВА)         | Џејко—алула          | + 19"      |